# 公园西
公园西（英語：Park West）是美国佛罗里达州迈阿密-戴德县迈阿密市中心北部的重要街区，东接比斯坎大道，西临西北第1大道，南至西北/东北第7街，北抵395号州际公路。该区因位于莫里斯·A·费雷公园的西侧而得名，地处95号州际公路与迈阿密港之间，395号州际公路贯穿其中，使其成为迈阿密公共交通最为便利的社区之一，可通过迈阿密都会巴士、迈阿密地铁和都会旅客捷运系统等多种方式通达全城。
21世纪前，公园西区主要以大型仓库和闲置地皮为主。2000年代中期开始，随着大型夜总会和高层公寓项目的开发，该区域逐渐转型。其中最具代表性的开发项目是迈阿密世界中心（Miami Worldcenter），这个耗资60亿美元、占地27英亩的综合体于2025年5月正式开放，从东北第2大道延伸至迈阿密大道，是美国最大的私人房地产开发项目之一。目前已建成12栋建筑，另有12栋在建或规划中。项目全部完工后将包含超过11,000套住宅单位、多家酒店以及40万平方英尺的零售和餐饮空间，其中楼高60层的派拉蒙迈阿密世界中心（Paramount Miami Worldcenter）是该项目的标志性住宅建筑。
公园西区汇聚了多个重要的文化和娱乐场所。阿德里安·阿什特表演艺术中心是该地区最早建成的文化地标之一。随后，迈阿密佩雷斯艺术博物馆（Perez Art Museum Miami）和菲利普和帕特里夏·弗罗斯特科学博物馆（Phillip and Patricia Frost Museum of Science）相继落成，与作为迈阿密热火队主场的卡西亚中心（Kaseya Center）共同构成了区域的文化娱乐核心。建于1920年代的自由塔是该区最具历史意义的建筑，曾作为报社办公楼和古巴移民登记处，现用于展示古巴移民相关的艺术展览。